# Leptogaster tomentosa
Leptogaster tomentosa là một loài ruồi trong họ Asilidae. Leptogaster tomentosa được Oldroyd miêu tả năm 1972. Loài này phân bố ở miền Ấn Độ - Mã Lai.